# Zamoyski

Das Adelswappen der Familie Zamoyski (Graf)

Die Familie Zamoyski gehörte zu den bedeutendsten polnischen Magnatenfamilien der Szlachta in Polen-Litauen. Die weibliche Form des Familiennamens lautet auf Polnisch Zamoyska, im Plural Zamoyscy.
Bekannte Namensträger waren und sind:
- Jan Zamoyski (* 1542; † 1605), Magnat, Beamter, Staatsmann und Feldherr, Gründer der nach ihm benannten Planstadt Zamość
- Tomasz Zamoyski (* 1594; † 1638), Magnat, Beamter und Staatsmann
- Gryzelda Konstancja Zamoyska (* 1623; † 1672), Mutter des polnischen Königs Michael Wiśniowiecki
- Joanna Barbara Zamoyska (* 1626; † 1653), verheiratet mit dem Magnaten Aleksander Koniecpolski
- Jan Sobiepan Zamoyski (* 1627; † 1665), Magnat, Beamter und General
- Andrzej Hieronim Zamoyski (* 1716; † 1792), Staatsmann, Humanist und Reformer
- Władysław Stanisław Zamoyski (* 1803; † 1868), Politiker, General, politischer Aktivist des Hôtel Lambert
- Andrzej Artur Zamoyski (* 1800; † 1874), politischer Aktivist und Wirtschaftsexperte
- Władysław Zamoyski (* 1853; † 1924), polnischer Mäzen
- Maurycy Zamoyski (* 1871; † 1939), Außenminister Polens
- Marcin Zamoyski (* 1947), Stadtpräsident (Oberbürgermeister) von Zamość (1990–1992, 2002–2014) und 1992–1994 Woiwode der Woiwodschaft Zamość
- Adam Zamoyski (* 1949), Autor und Historiker

## Siehe auch

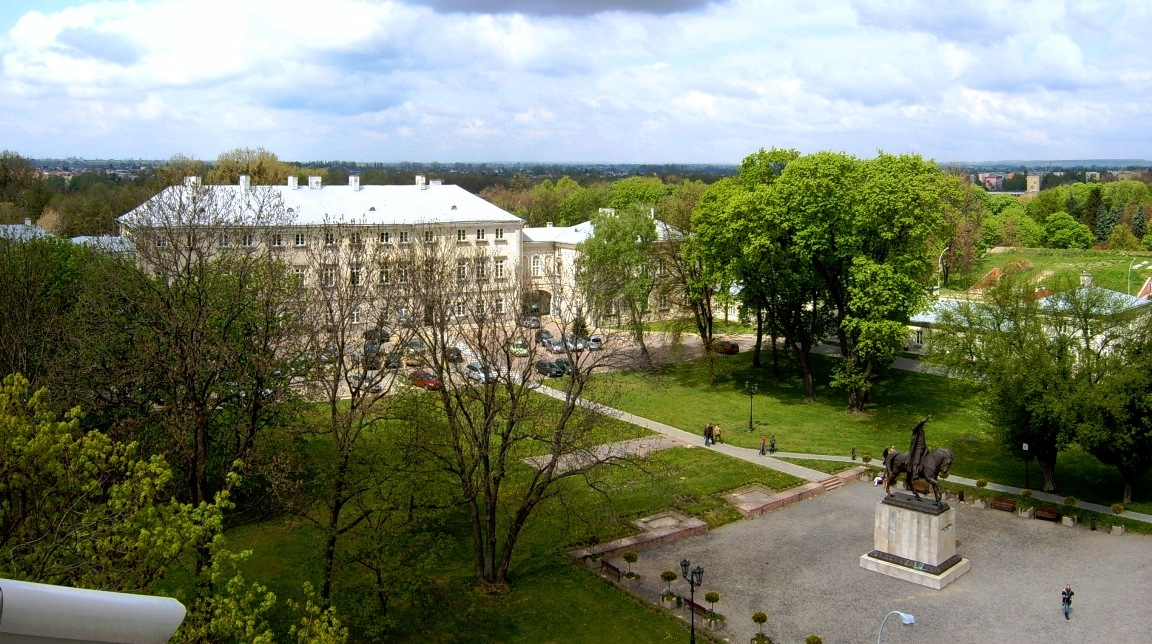
Schloss in Zamość
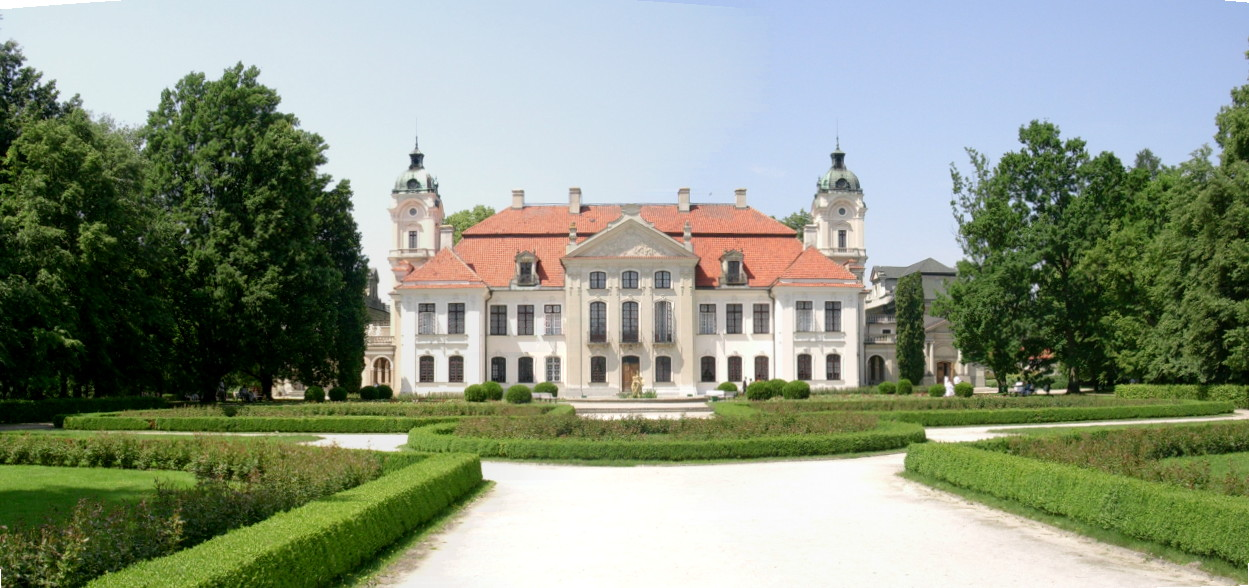
Schloss Kozłówka
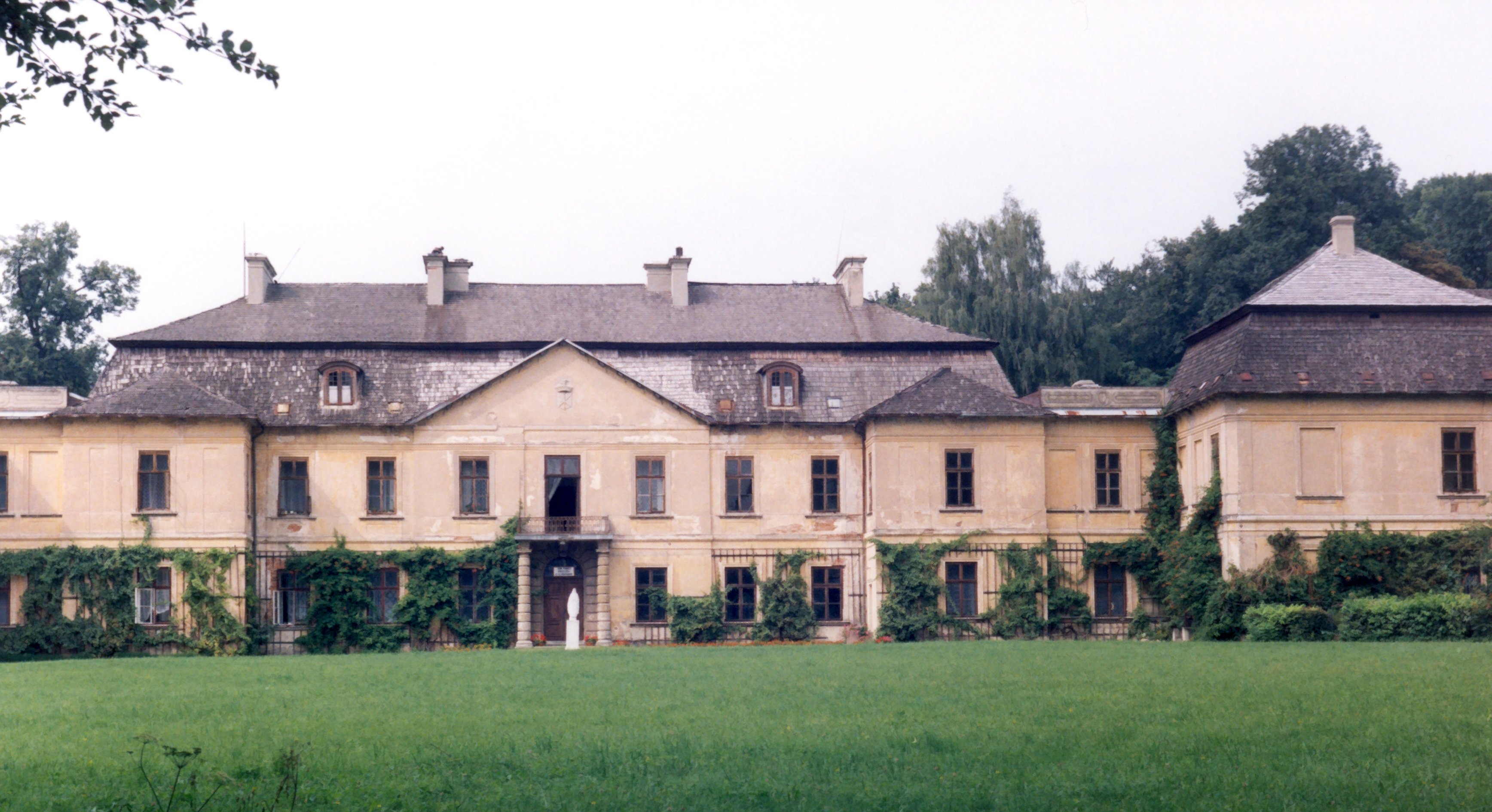
Schloss Klemensów
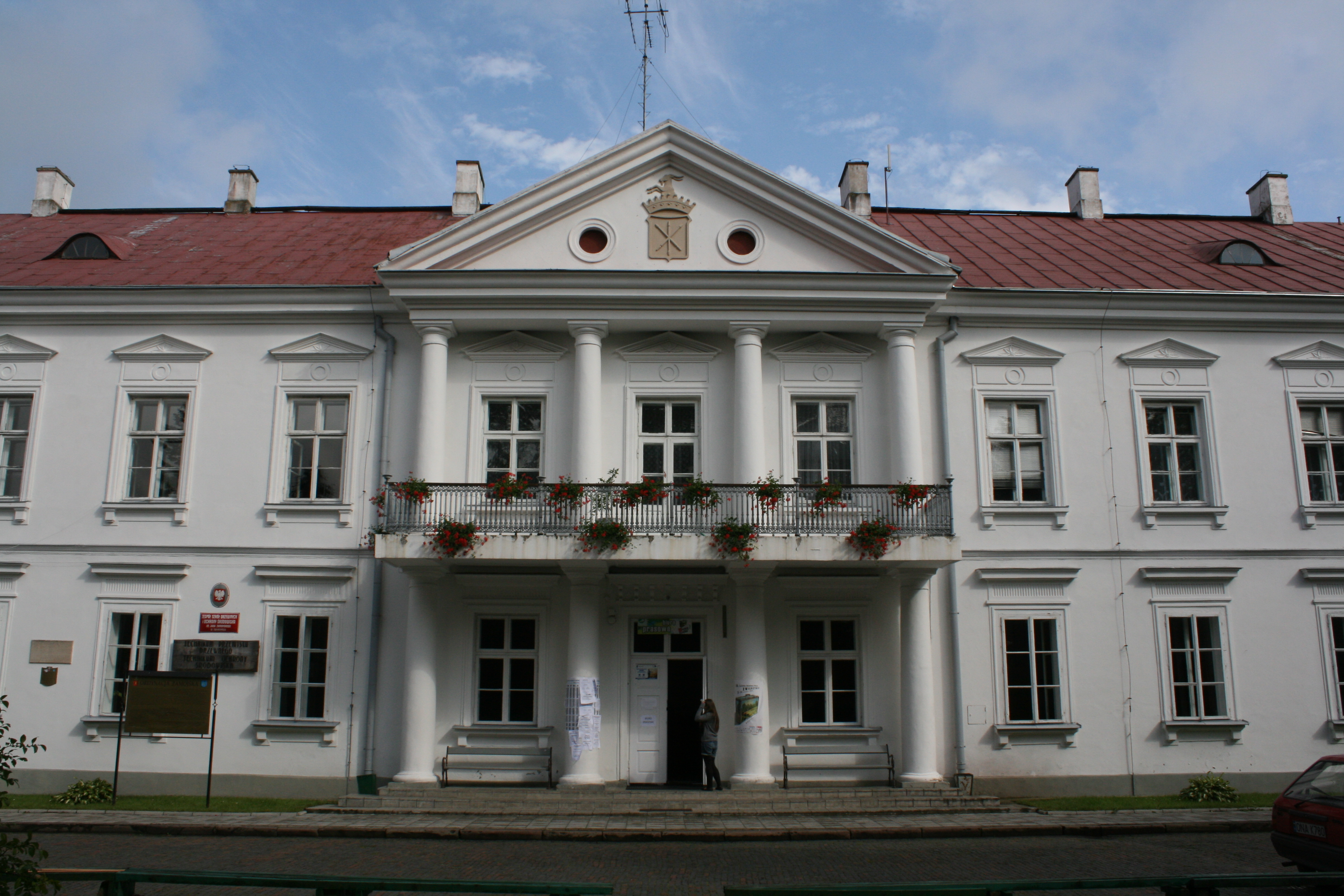
Schloss Zwierzyniec
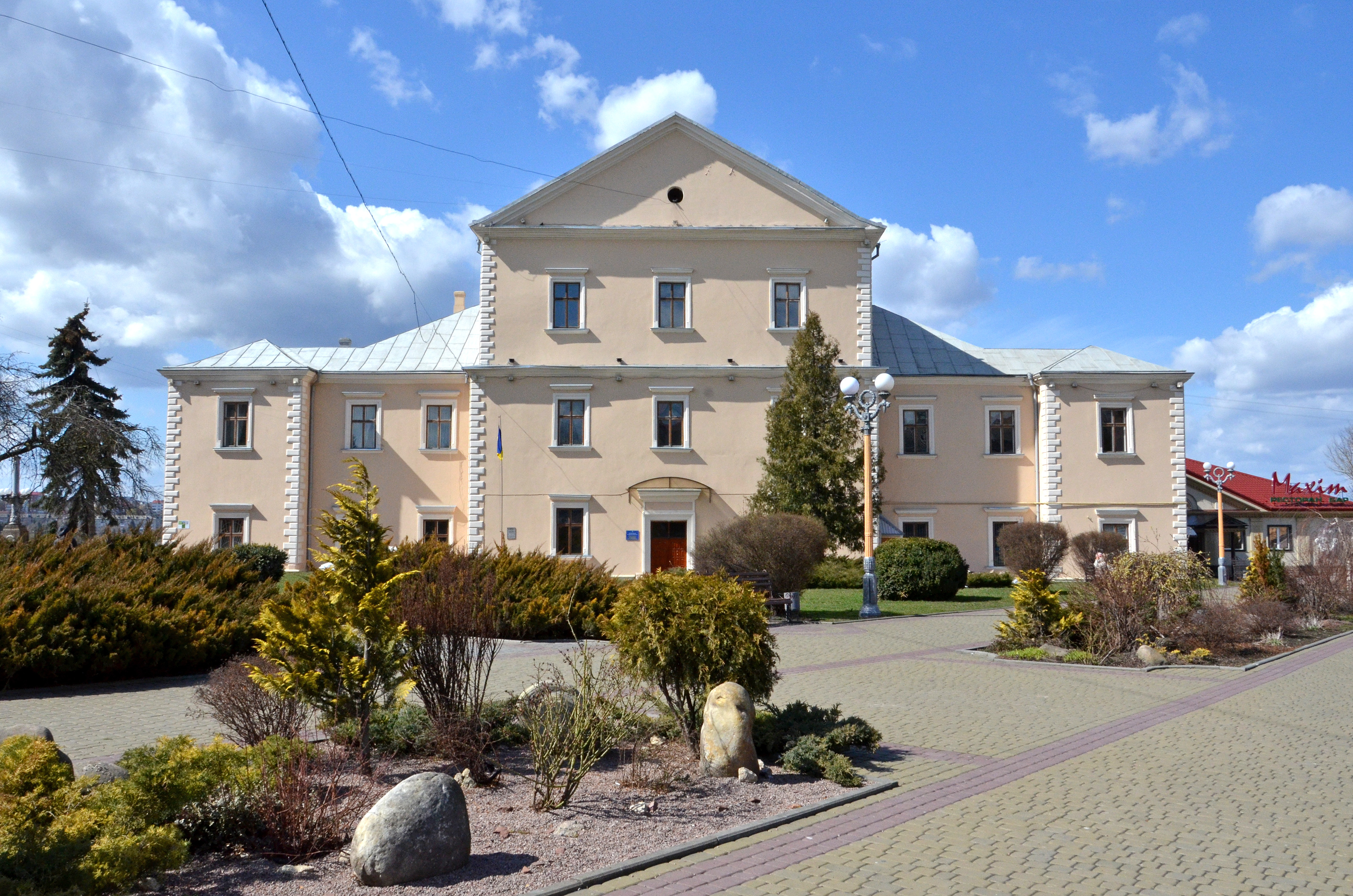
Schloss Ternopiler Schloss
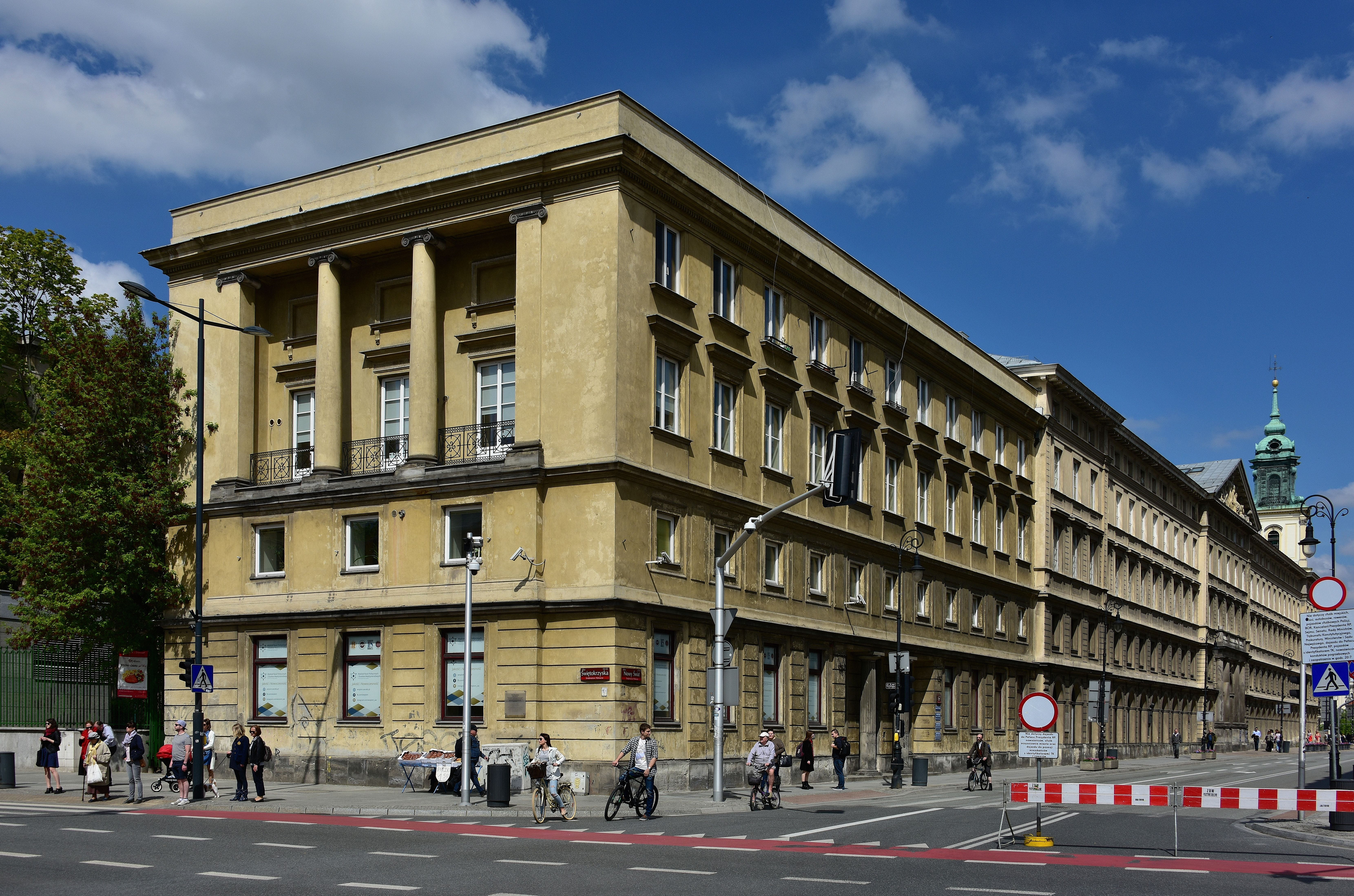
Zamoyski-Palast (Nowy Świat), Warschau
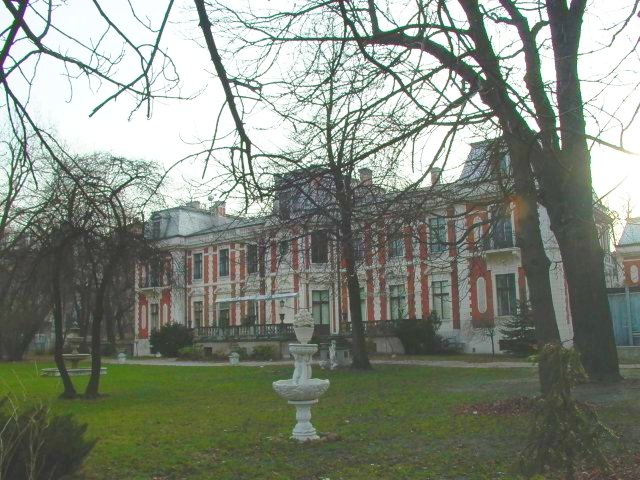
Zamoyski-Palast (Foksal)
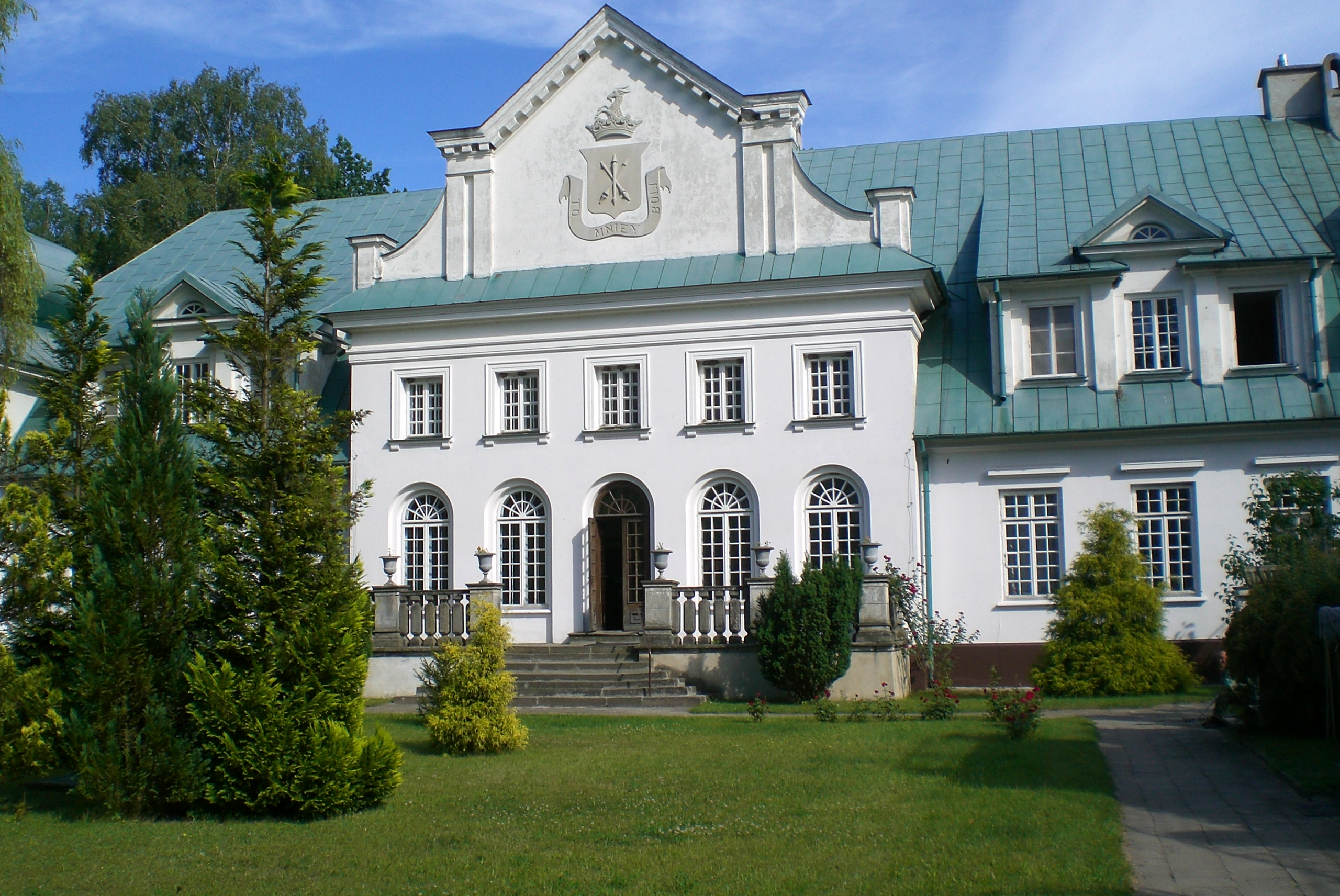
Schloss in Adampol